# Tom & Jerry: Willy Wonka e la fabbrica di cioccolato
Tom & Jerry: Willy Wonka e la fabbrica di cioccolato (Tom and Jerry: Willy Wonka and the Chocolate Factory) è un film d'animazione direct-to-video del 2017 diretto da Spike Brandt. 
Il film, di genere commedia musicale, prodotto da Warner Bros. Pictures Television Animation Distribution, è un adattamento animato del film del 1971 Willy Wonka e la fabbrica di cioccolato con l'aggiunta di Tom & Jerry. Questa è anche la seconda volta che un film della serie di Tom & Jerry è un adattamento di un film originale (il primo è Tom & Jerry e il mago di Oz).

## Trama
Tom e Jerry si rincorrono per tutta la città mentre cercano cibo, finché Jerry scompare fra un gruppo di bambini che vanno al negozio di dolci di Bill, il quale regala loro caramelle gratis. 
Tom riesce infine a catturare Jerry, ma in quel momento Charlie Bucket, un povero ragazzino dei giornali, impedisce al gatto di mangiare il topo. Notando che i due non mangiano da diversi giorni, il bambino offre loro una pagnotta di pane e stringe amicizia. Mentre Charlie si precipita a casa dalla madre vedova e dai nonni costretti a letto, Tom e Jerry tentano di sdebitarsi con Charlie racimolando qualche moneta per regalargli una tavoletta Wonka, ma senza successo. Intanto nonno Joe rivela a Charlie che Willy Wonka ha chiuso la sua famosa fabbrica di cioccolata perché gli altri produttori di dolciumi, incluso il nemico-rivale Arthur Slugworth, hanno inviato spie per rubare le sue ricette. Wonka è scomparso, ma per tre anni ha ripreso a vendere dolci e nessuno sa della forza lavoro di Wonka.
Il giorno successivo, Wonka annuncia di aver nascosto cinque biglietti dorati in cinque tavolette Wonka e chi troverà i biglietti avrà diritto a una visita della fabbrica e riceverà una scorta di cioccolato a vita. Quattro dei biglietti vengono trovati dal goloso Augustus Gloop, dalla viziata Veruca Salt, dalla dipendente di gomme da masticare Violet Beauregard e dal teledipendente Mike TeeVee. Mentre ogni vincitore viene annunciato in televisione, un uomo sussurra a loro.
Intanto Tom e Jerry guadagnano una moneta da un dollaro riciclando bottiglie di latte, ma la perdono in una fogna dopo aver litigato per essa. Charlie trova la moneta e la usa per comprare una tavoletta Wonka per nonno Joe, trovandovi all'interno il quinto biglietto dorato. Mentre si precipita a casa incontra lo stesso uomo visto sussurrare agli altri vincitori, che si presenta come Slugworth, e si offre di pagarlo per un campione dell'ultima invenzione di Wonka, il succhia succhia che mai si consuma. Dopo l'incontro, Charlie torna a casa con il biglietto dorato e sceglie nonno Joe come suo accompagnatore. Il giorno dopo, Charlie e nonno Joe si dirigono alla fabbrica, ma quest'ultimo perde il biglietto dorato dalla sua tasca bucata. Tom e Jerry, accorgendosi di ciò, si precipitano alla fabbrica per restituire il biglietto dorato a nonno Joe. Una volta che i bambini entrano nella fabbrica, il film viene riprodotto nello stesso ordine del film originale con l'occasionale interiezione di Tom e Jerry che interagiscono con la fabbrica.
Una volta rimasti solo Charlie e nonno Joe, Wonka li congeda senza il cioccolato promesso. Un piccolo stagista Umpa Lumpa di nome Tuffy avverte Charlie che Slugworth e Spike hanno rubato un succhia succhia e stanno uscendo dalla fabbrica. Dopo una rissa nella sala della WonkaVisione, Charlie ferma Slugworth. Dopo questo, Charlie e nonno Joe si dirigono nell'ufficio di Wonka per riscuotere la fornitura a vita di cioccolato promessa, ma Wonka spiega freddamente che hanno violato il contratto bevendo senza permesso una bevanda gassata e permettendo a Tom e Jerry di entrare nella fabbrica e quindi non riceveranno nulla. Dopo aver cercato invano di protestare, nonno Joe suggerisce a Charlie di dare a Slugworth il succhia succhia, ma il ragazzino lo restituisce a Wonka. Per questo motivo, Wonka dichiara Charlie il vincitore.
Charlie, suo nonno, Wonka e Tuffy entrano nel "Wonkascensore", un ascensore di vetro multidirezionale che vola fuori dalla fabbrica, mentre Tom rimpicciolisce Wilkinson (in realtà Slugworth) e Spike per i problemi che hanno dovuto affrontare durante la giornata e insieme a Jerry usa una bevanda gassata per raggiungere gli altri. Sorvolando la città, Wonka rivela che il suo vero premio è la fabbrica: Wonka ha infatti creato il concorso per trovare un degno erede e Charlie e la sua famiglia possono trasferirsi lì immediatamente, compresi Tom e Jerry.

## Distribuzione
Il film è stato distribuito tramite video on demand il 27 giugno 2017 e pubblicato su DVD l'11 luglio.

### Edizione italiana

#### Doppiaggio
| Personaggio                                              | Doppiatore originale | Doppiatore italiano                                          |
| -------------------------------------------------------- | -------------------- | ------------------------------------------------------------ |
| Willy Wonka                                              | JP Karliak           | Gianfranco Miranda (dialoghi), Alessandro Pitoni (canto)     |
| Nonno Joe, Bill il Negozio di caramelle e Sam Beauregard | Jess Harnell         | Fabrizio Temperini (dialoghi), Alessandro Rigotti (dialoghi) |
| Charlie Bucket                                           | Lincoln Melcher      | Alex Polidori                                                |
| Mr. Slugworth/Mr. Wilkinson                              | Mick Wingert         | Paolo Maria Scalondro (dialoghi), Alessandro Pitoni (canto)  |
| Augustus Gloop, Winkelmann                               | Rachel Butera        |                                                              |
| Veruca Salt                                              | Emily O'Brien        | Margherita De Risi (dialoghi), Vanda Rapisardi (canto)       |
| Violet Beauregard                                        | Dallas Lovato        | Agnese Marteddu                                              |
| Mike TeeVee                                              | Lauren Weisman       |                                                              |
| Conduttore, Tedesco Reporter                             | Jim Ward             |                                                              |
| Mrs. Gloop                                               | Audrey Wasilewski    |                                                              |
| Mrs. TeeVee                                              | Lori Alan            |                                                              |
| Henry Salt, Mr. Turkentine                               | Sean Schemmel        | Gianluca Machelli (dialoghi), Marco Baroni (dialoghi)        |
| Mrs. Bucket                                              | Kate Higgins         | Selvaggia Quattrini                                          |
| Tuffy                                                    | Kath Soucie          | Emanuela Ionica                                              |
| Tom Cat                                                  | Spike Brandt         |                                                              |
| Jerry Mouse                                              | Spike Brandt         |                                                              |
| Spike                                                    | Spike Brandt         | Pierluigi Astore                                             |
| Droopy (Alberto Minoleta), Americano Reporter            | Jeff Bergman         | Massimo Milazzo                                              |

## Accoglienza
Il trailer di Tom & Jerry: Willy Wonka e la fabbrica di cioccolato rilasciato nell'aprile 2017 ha ricevuto un'accoglienza negativa, con alcuni critici che si sono chiesti perché il film sia stato realizzato. Ryan Scott di MovieWeb ha reagito al trailer descrivendolo come "solo l'ultimo di una lunga serie di questi mashup non richiesti". Al momento del suo rilascio il film è stato accolto con recensioni estremamente negative da parte della critica, la quale ha ritenuto inutile e forzata la presenza di Tom e Jerry all'interno del film.
In una recensione del film, Beth Elderkin di Gizmodo ha scritto: "Tom e Jerry: Willy Wonka e la fabbrica di cioccolato non è solo stupido. È un mockbuster offensivo ed economico con un gatto e un topo inseriti senza arte, inutilmente".